# الاستفتاء على الاستقلال

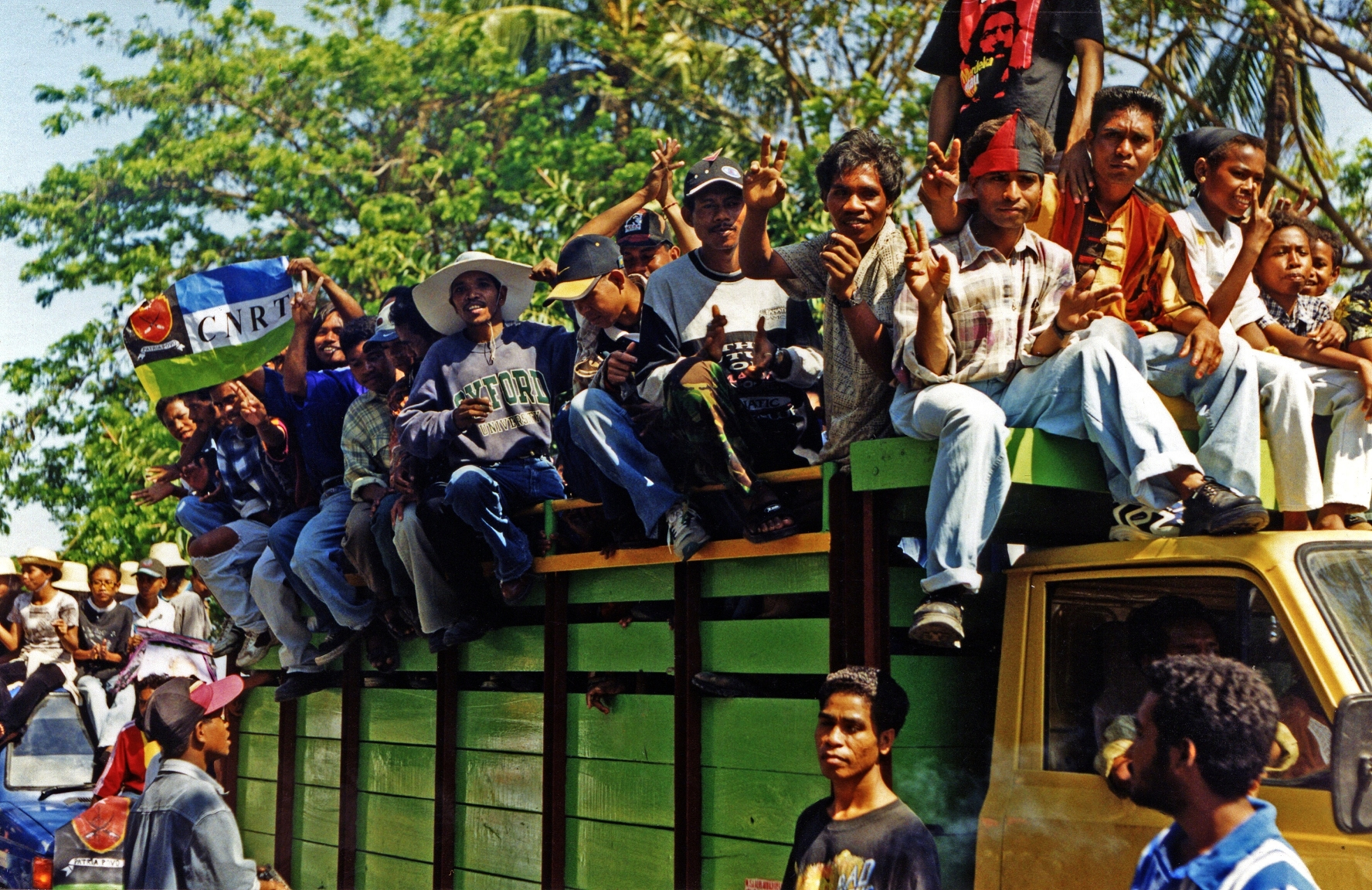
الاستفتاء على استقلال تيمور الشرقية في عام 1999

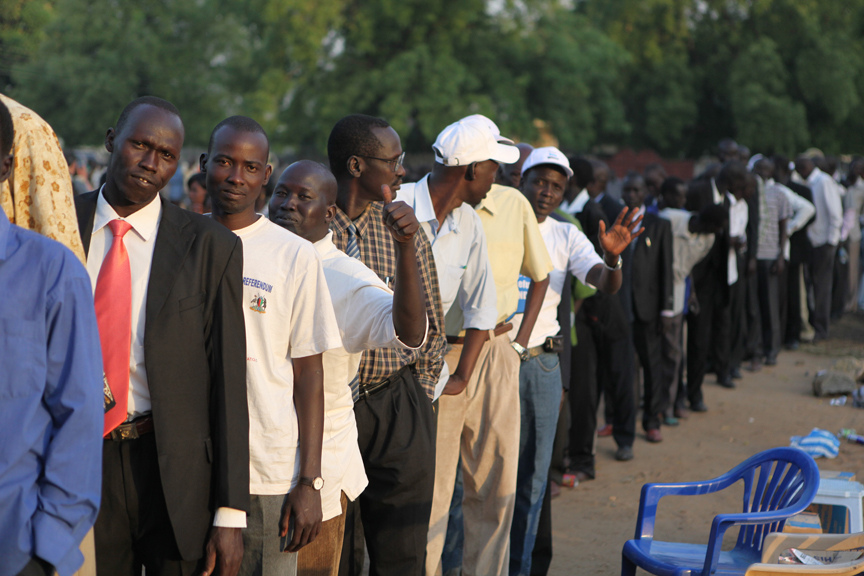
الاستفتاء على استقلال جنوب السودان في عام 2011

الاستفتاء على الاستقلال هو نوع من الاستفتاء يقرر فيه مواطنو الإقليم ما إذا كان ينبغي أن يصبح الإقليم دولة مستقلة ذات سيادة. و لا يؤدي الاستفتاء على الاستقلال الذي يؤدي إلى تصويت من أجل الاستقلال دائما إلى الاستقلال في نهاية المطاف.
ترد المقالات المتعلقة بالاستفتاءات المحددة بتواريخ في الجدول المتعلق بالاستفتاءات الماضية.

## الاجراء
استفتاء على الاستقلال عادة ما ينشأ أولا بعد النجاح السياسي للقوميين من الإقليم. وقد يأتي هذا في انتخابات الساسة أو الأحزاب التي لديها سياسات انفصالية ، أو من الضغوط التي تمارسها المنظمات القومية.

### المفاوضات
قد تجري مفاوضات بشأن شروط استفتاء على الاستقلال بين القوميين وبين الحكومة التي تمارس السيادة على الأراضي. إذا كان من الممكن الاتفاق على شروط ، فإن الاستفتاء على الاستقلال يمكن أن يعقد مع نتائج ملزمة ، ويحترم من قبل المجتمع الدولي. ويمكن إجراء استفتاءات الاستقلال بدون موافقة الحكومات ، ولكن نتائجها عادة ما يتجاهلها المجتمع الدولي.
ويمكن مناقشة مسائل مختلفة في المفاوضات ، مثل تاريخ وتوقيت الاقتراع ، وكذلك أهلية الناخبين. وفي هذه الحالات ، كثيرا ما تستخدم الممارسات الانتخابية الشائعة على نطاق واسع ، على الرغم من أنه يمكن أن تكون هناك انحرافات ، كما هو الحال فيما يتعلق بخفض سن التصويت في استفتاء استقلال اسكتلندا لعام 2014.
وتشمل المسائل الأخرى التي سيتم التفاوض بشأنها السؤال أو الأسئلة التي ينبغي طرحها في بطاقات الاقتراع ، وما هي خيارات التصويت التي يمكن أن تكون. الاستفتاءات الخاصة بالاستقلال يمكن أن تتيح خيارات لمنح مزيد من الاستقلالية وكذلك ، أو بدلا من ، الوضع الراهن. ويمكنهم أيضا طرح أسئلة دستورية أخرى للاقتراع. يمكن مراجعة الأسئلة المطروحة في الاستفتاءات إذا رأت الأطراف المشاركة في المفاوضات أنها موجهة للغاية.
يجب أن تنظر المفاوضات على وجه الخصوص إلى ما يمكن أن يجعل النتيجة ملزمة. وفيما يتعلق ببعض استفتاءات الاستقلال، فإن الأغلبية البسيطة مطلوبة لخيار واحد. وفي حالات أخرى، يمكن استخدام حصة، حيث يلزم أن تكون نسبة معينة من الأصوات أو الناخبين مؤيدة لخيار يكون ملزما. و يمكن أن يصعب تحقيق النجاح للمفاوضات بالنسبة للقوميين، لأن الحكومات قد تحجم عن التخلي عن السيادة. على سبيل المثال، خطط القوميون لإجراء استفتاء في كتالونيا في عام 2014، لكنها لقيت معارضة من الحكومة الإسبانية. ونتيجة لذلك، كان الاستفتاء المقبل غير رسمي وغير ملزم.

## استفتاءات استقلال مزمعة
| الدولة المقترحة   | التاريخ       | الدولة الحالية      | الاعتراف | ملاحظات                                                                            |
| ----------------- | ------------- | ------------------- | -------- | ---------------------------------------------------------------------------------- |
| كاليدونيا الجديدة | 4 نوفمبر 2018 | فرنسا               | نعم      |                                                                                    |
| بوغانفيل          | 15 يونيو 2019 | بابوا غينيا الجديدة | نعم      | التاريخ هو موعد مؤقت فقط لأن الجزيرة يجب أن تفي بمعايير معينة قبل ان يحدث التصويت. |